# UH-1N Twin Huey
Bell UH-1N Twin Huey — середній військовий вертоліт із двома двигунами. Є одним з варіантів родини Huey, перший політ здійснив у 1969. CUH-1N Twin Huey (пізніше CH-135 Twin Huey) був початковою версією, яку спочатку замовили збройні сили Канади.
UH-1N має п'ятнадцять місць, один пілот і чотирнадцять пасажирів. У вантажному варіанті внутрішній об'єм становив 6,23 м³. На зовнішній підвісці можна перевозити 2268 кг. UH-1N був пізніше перероблений на цивільну версію Bell 212.

## Розробка
Основою є подовжений фюзеляж Bell 205, Bell 212 був розроблений для ЗС Канади під назвою CUH-1N Twin Huey. Пізніше, з прийняттям ЗС Канади нової системи позначень назву було змінено на CH-135 Twin Huey. Збройні сили підтвердили початок виробництва 1 травня 1968 і замовили 50 вертольотів, з закінченням поставок у травні 1971.

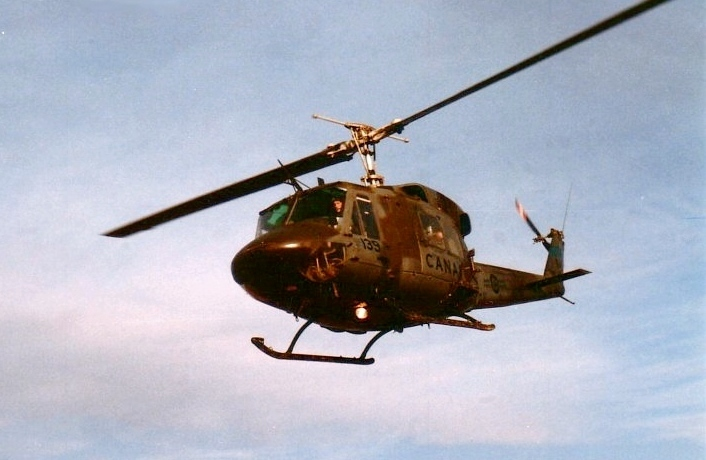
Канадський CH-135 Twin Huey на службі з 408 тактичної вертольотної ескадрильї, 1985

Військові США майже не відмовилися від замовлення Twin Huey. Проти замовлення вертольотів для військових США виступав голов Комітету Палати представників США зі збройних сил Л. Мендель Ріверс. Ріверс зайняв цю позицію через силову установку, Pratt & Whitney Canada PT6T виробляли у Канаді. Ліберальний уряд Канади у той час не підтримував дії у В'єтнамі і виступав проти політики США в Південно-Східній Азії, а також приймав тих хто ухилявся від призову. Ріверс був також стурбований тим, що закупівля двигунів призведе до ситуації дефіциту торгового балансу з Канадою. Конгрес схвалив покупку тільки тоді, коли він був упевнений, що у США буде знайдено заміну для двигунів PT6T/T400. У результаті, ЗС США замовили 294 Bell 212 під назвою UH-1N, з початком поставок у 1970.
На відміну від канадців, на службі США, UH-1N залишив офіційну назву «Iroquois» від вертольота UH-1 з одним двигуном, також обслуговчий персонал називав вертоліт «Huey» або «Twin Huey».
Bell 412 є подальшою розробкою Bell 212, основною відмінністю було використання композитного чотирилопатевого несного гвинта. UH-1N також був оновлений до чотирилопатевого UH-1Y.

## Конструкція
Несучий гвинт UH-1N приводиться у дію турбовальним двигуном PT6T-3/T400 Turbo Twin Pac створений з двох Pratt & Whitney Canada PT6 які працювали на один вал. Потужність до 1342 кВт (1800 к. с.). При збої одного двигуна другий міг працювати з потужністю 671 кВт (900 к. с.) протягом 30 хвилин або 571 кВт (765 к. с.), що дозволяє UH-1N летіти з максимальним навантаженням.
Корпус морської піхоти США (КМП США) встановили на велику кількість своїх UH-1N систему контролю курсової стійкості (СККС), яка представлена сервоприводами розташованими у головці несучого гвинта для стабілізації вертольота у польоті. На цій модифікації був відсутній гіроскоп на верхній частині головки несучого гвинта, через використання комп'ютерної системи для стабілізації.

## Історія використання

### Військова служба

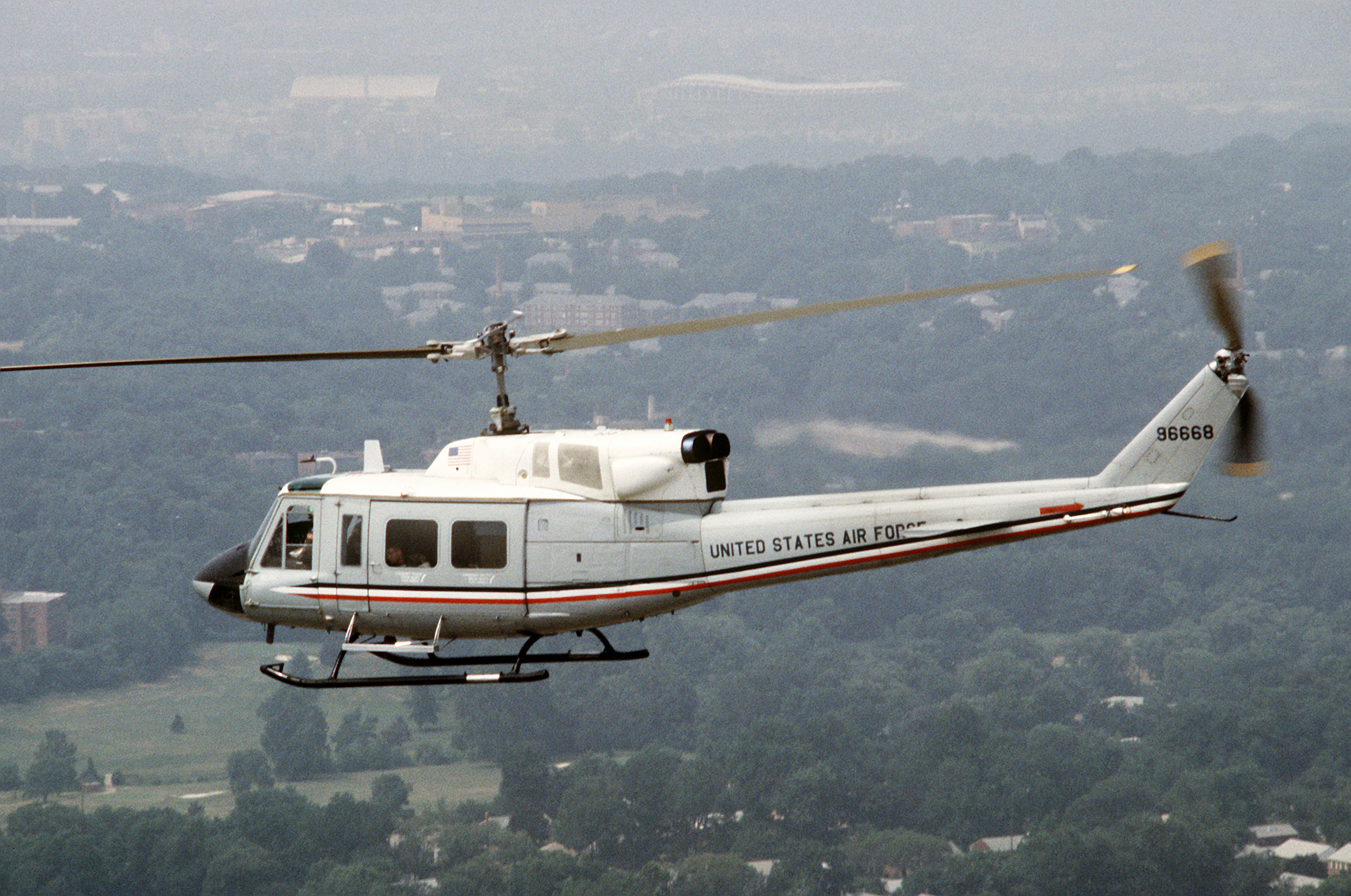
Вертоліт ВПС США UH-1N під час навчань Exercise Wounded Eagle 1983

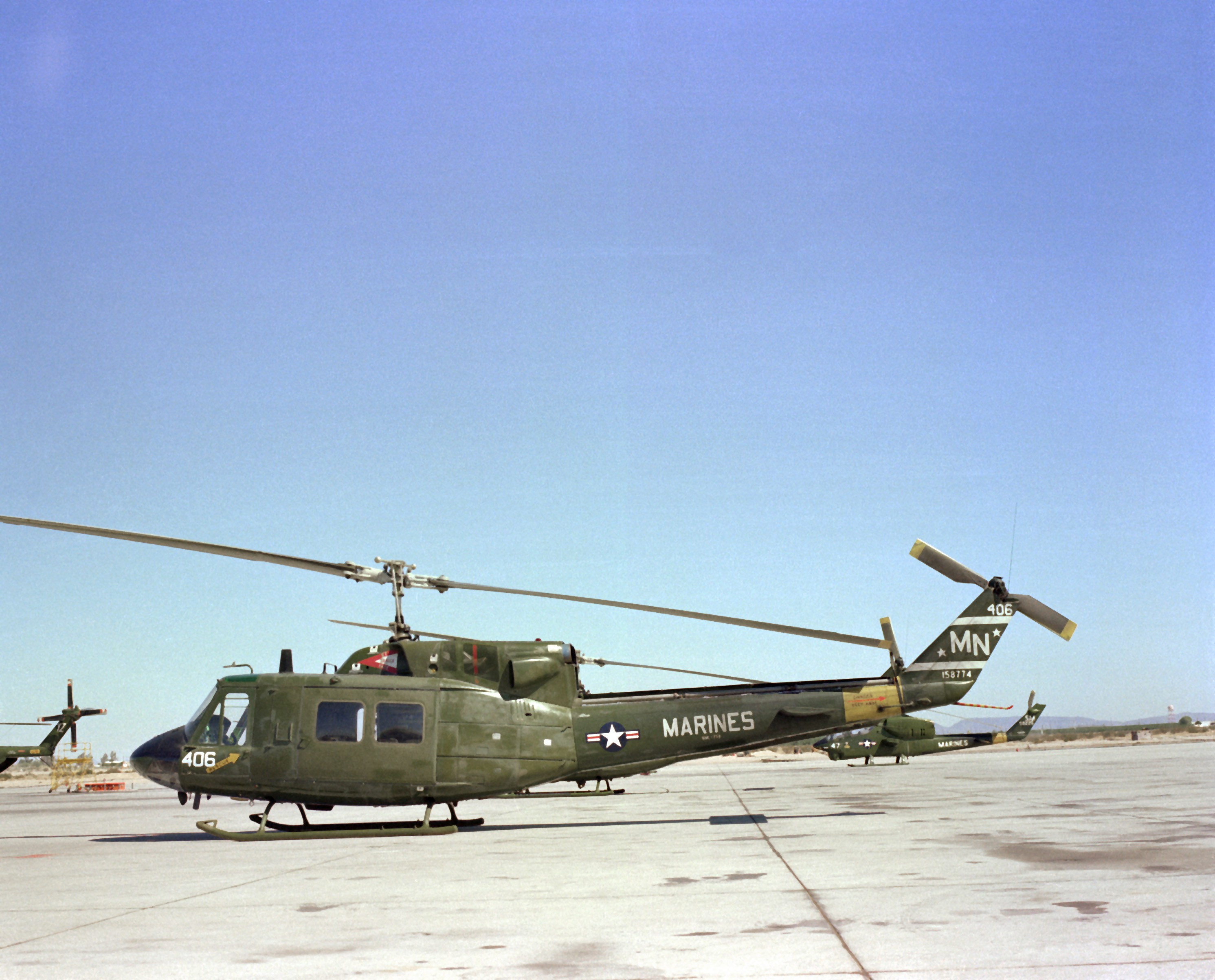
Вертоліт КМП UH-1N на злітному майданчику бази Уайтнінг Філд, Флорида, у 1982

З кінця 1970, вертольоти UH-1N поступили на озброєння 20-ї ескадрильї спеціальних операцій ВПС США у В'єтнамі, замінивши там UH-1F та UH-1P з одним двигуном. Вертольоти мали на озброєнні Мінігани (або 40 мм гранатомети) і блоки НАР, і були розфарбовані у камуфляж без розпізнавальних знаків США і лише з знаком Зеленого Шершня, UH-1N підтримували розвідувальні завдання Спеціальних Сил з бази Камрань.
ВПС США використовували UH-1N у місіях МБР для перевезення вантажів між базами  Міно, Франсіс Е Воррен та Мальмстром до пускових майданчиків у Північній Дакоті, Монтані, Вайомінгу, Небрасці та Колорадо. UH-1N також використовували у 36-й рятувальній ескадрильї (36 RQF) на авіабазі Фейрчайлд, Вайомінг для виконання пошуково-рятувальних і евакуаційних завдань.
Під час Фолклендської війни 1982 ВПС Аргентини використовували два Bell 212 з польового аеродрому у Гуз Грін для виконання різних завдань у тому числі рятування пілотів збитих літаків. Наприкінці бойових дій обидва вертольоти вижили, але були списані аргентинцями.
Вертольоти UH-1N використовували у КМП США під час вторгнення до Іраку у 2003. UH-1N проводили розвідку і зв'язок між наземними підрозділами корпусу морської піхоти. Також їх використовували авіапідтримку під час битви у Насирії.
Станом на 2013 рік ВПС США використовували 62 UH-1N Hueys: 25 охороняли пускові установки МБР, 19 знаходяться на об'єднаній базі Ендрюс для евакуації урядовців з Вашингтону у разі надзвичайних ситуацій, і 18 використовують для тестувань і тренувань. Через те, що вертольоти було замовлено у 1969, ВПС шукають заміну Huey за допомогою Common Vertical Lift Support Platform (CVLSP). Можливими кандидатами є UH-72 Lakota, AW139 та UH-1Y Venom. ВПС наполягали на CVLSP з 2006, але програма в даний час не фінансується, хоча чиновники намагаються продовжити її.
У серпні 2013 ВВС заявили, що були близькі до завершення плану з підтримки і модернізації UH-1N від шести до десяти років. Планувалося підтримати флот вертольотів досліджуючі сучасні покращення і зменшуючи небезпеку польотів. На даний час Huey найстаріша платформа на службі, тому необхідно підтримувати флот у «мінімальному ризику.» Оновлення будуть включати прилади нічного бачення які сумісні з фюзеляжним освітленням, ударостійкі місця для екіпажу і установку системи оповіщення вертольота та пристроєм попередження зіткнень під час руху. ВПС не прийняли рішення списувати чи ні Hueys наприкінці терміну служби і бажає придбати колишні вертольоти морської піхоти моделі UH-1N. Морпіхи розробили план про передачу 26 вертольотів ВПС, які можуть прийняти їх на активну службу або залишити у резерві.
 UH-1N взяв участь у Громадянській війні у Колумбії. 16 жовтня 2013, вертоліт UH-1N розбився у північному департаменті Гуахіра. Зона падіння припадала на зону впливу FARC.
Корпус морської піхоти планували списати свої UH-1N Iroquois у вересні 2014 після 43 років служби. HMLA-773 (Ескадрилья Легких ударних вертольотів морської піхоти 773) стала останньою ескадрильєю морської піхоти яка використовувала вертольоти, останнього разу у 2013 два вертольоти перевозилися на кораблі ВМС Нідерландів для розгортання на станції партнерства між країнами Африки. Поставки вертольотів до ВМС та КПМ розпочалося у 1971, загалом було поставлено 205 UH-1N і шість VH-1N у ролі транспортних для Першої ескадрильї Морської піхоти. UH-1N був замінений покращеним UH-1Y Venom; десять моделей N отримали перероблені планери, після чого морпіхи вирішили використовувати нові планери моделі Y. П'ять не озброєних версій HH-1N залишалися на озброєнні у морських піхотинців до заміни їх на UH-1Y і були списані 2015, HH-1N залишились з 44 які були перероблені з 38 UH-1N і шести VH-1N. Останнім бойовим використанням UH-1N морпіхами було використання вертольота у Афганістані у 2010. Морпіхи списали UH-1N під час «церемонії заходу сонця» на військово-морській резервній базі у Новому Орлеані 28 серпня 2014 р.

## Варіанти

### Варіанти США

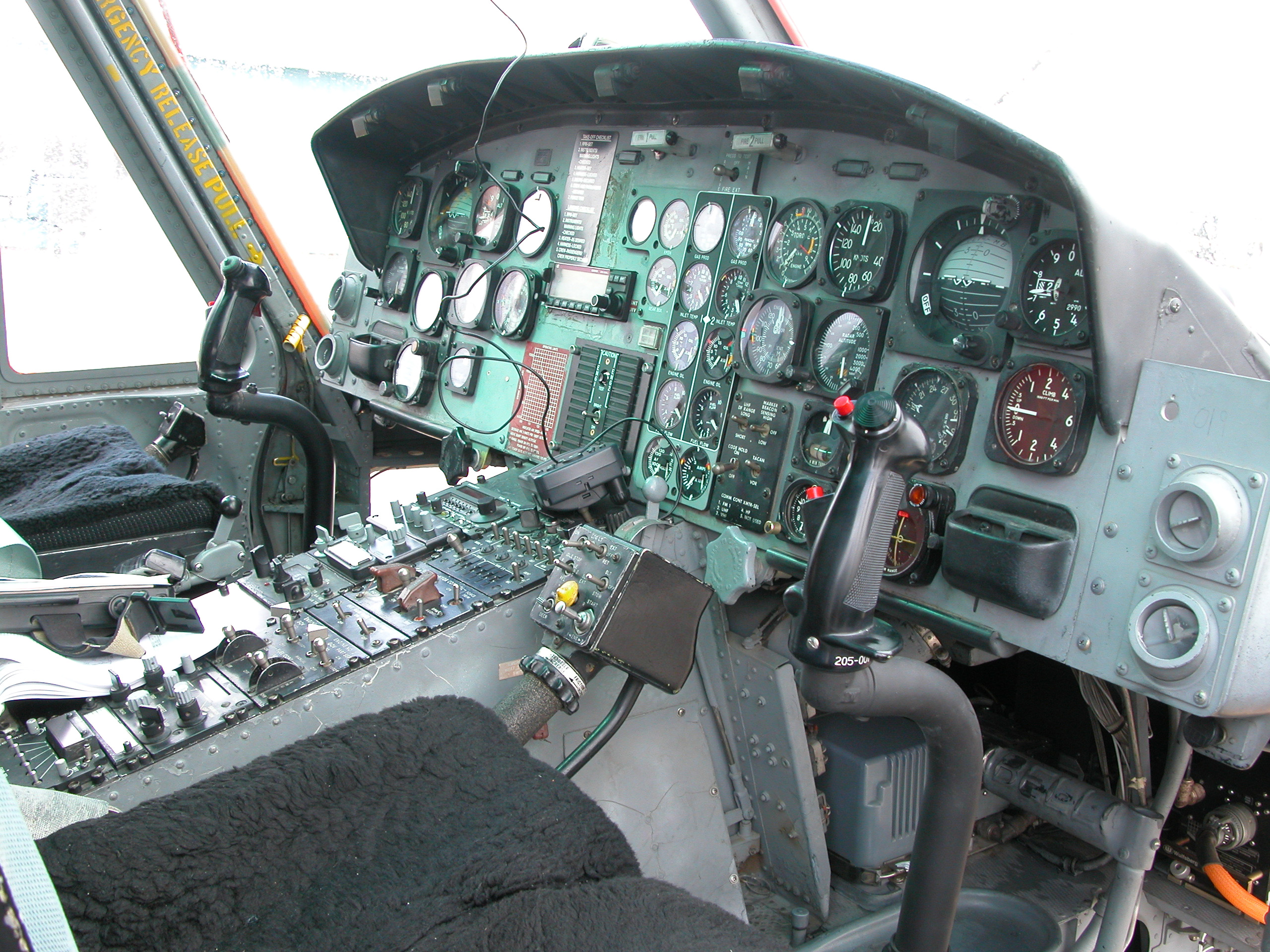
Кокпіт вертольоту HH-1N ВМС США

#### UH-1N Iroquois
Перша серійна модельl, використовувалася у ВПС, ВМС і КМП. Протягом років використання, КМП зробили багато оновлень вертольота для покращення авіоніки, оборони і турелей ІЧ сенсорів. ВПС планували замінити свої UH-1N на Common Vertical Lift Support Platform (Загальна Платформа Підтримки Вертикального Зльоту), але зараз вивчають питання про продовження строку служби своїх вертольотів.

#### VH-1N
Транспорт для VIP-осіб.

#### HH-1N
Варіант SAR

#### UH-1Y Venom
Заміна і оновлення UH-1N як частина програми оновлення H-1 для КМП, розроблена для сумісництва з оновленням ударного вертольоту AH-1W до стандарту AH-1Z Viper, з однаковими двигунами і іншими загальними системами.

### Варіанти Канади

#### CUH-1N Twin Huey
Позначення ЗС Канади UH-1N багатофункціонального вертольота.

#### CH-135 Twin Huey
Канадська версія UH-1N. Канада замовила 50 CH-135 з початком поставок у 1971. Списання вертольотів зі Збройних сил Канади почалося у 1996 і закінчилося у грудні 1999. 41  CH-135 були придбані урядом США у грудні 1999 і були переведені До національної армії Колумбії і Національної поліції Канади. Принаймні один CH-135 було знищено. CH-135 бв переданий Національній поліції Канади і використовувалися у Dirección Antinarcóticos (DIRAN). Він був знищений повстанцями FARC 18 січня 2002 під час обстрілу. Два CH-135 виставлені у музеях, один у Канадському музеї авіації у Оттаві, а інший у Національному музеї Військово-повітряних сил Канади  на авіабазі Трентон.

### Варіанти Італії

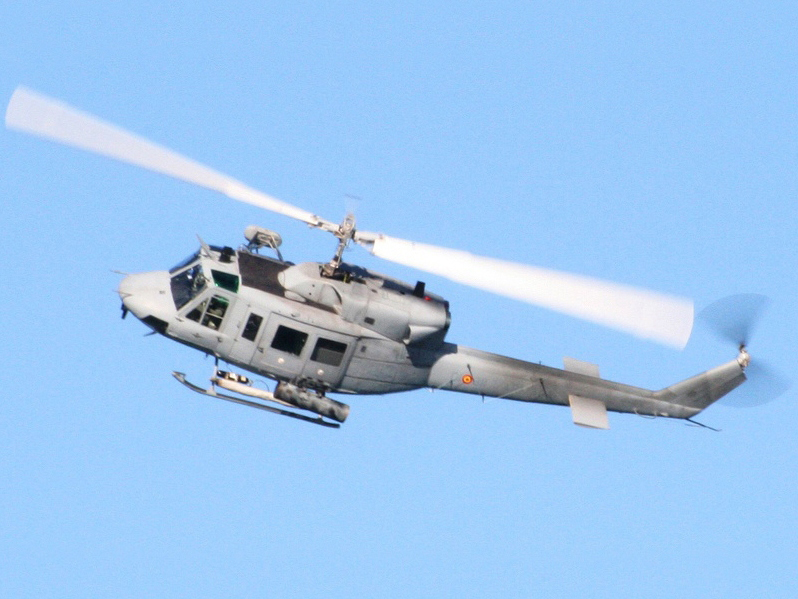
Agusta Bell AB 212 ASW іспанського флоту

#### Agusta-Bell AB 212
Цивільна або військова багатофункціональна версія. Побудована за ліцензією у Італії компанією Agusta.

#### Agusta-Bell AB 212EW
Версія для електронної боротьби для Туреччини.

#### Agusta-Bell AB 212ASW
Мисливець за субмаринами, протикорабельна версія вертольоту AB 212, побудована за ліцензією в Італії компанією Agusta. Використовувалася ВМС Італії, ВМС Греції і ВМС Ірану, Перу, Іспанії, Туреччини і Венесуели.
AB 212ASW це Model 212 Twin Huey з великим обтічником над кокпітом. Спочатку обтічник був куполоподібним, пізніше обтічник став схожий на «барабан». Лебідка ліворуч використовувалася для спуску сонара Bendix ASQ-18. Крім того було посилено структуру для піднімання великої ваги у 5080 кг, РЕП, кріпильні палубні пристрої і захист від корозії. Озброєння складалося з двох торпед Mk 44 або Mk 46 або двох глибинних бомб для боротьби з субмаринами і чотирьох AS.12 керованих ракет класу «Повітря-Поверхня» для атаки кораблів.

## Оператори
Аргентина

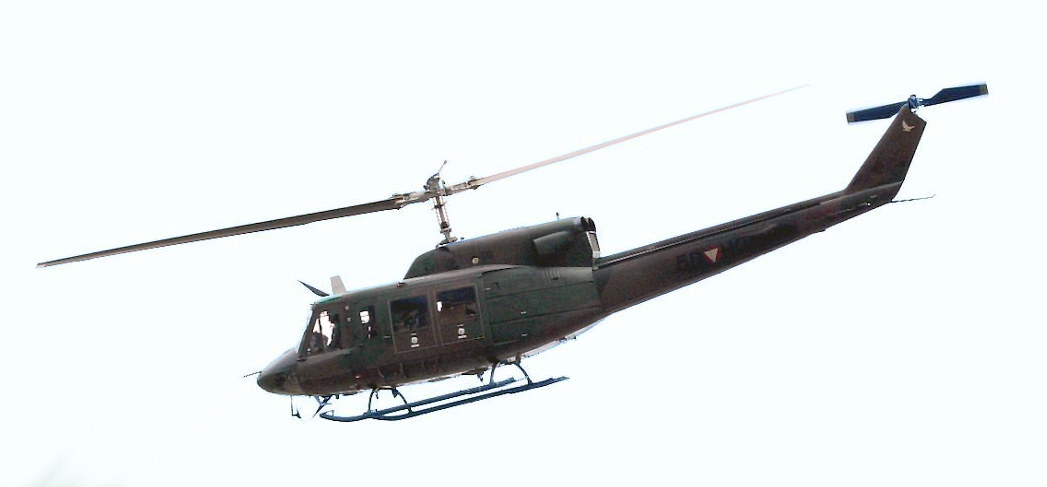
Австрійський UH-1N (Bell 212)

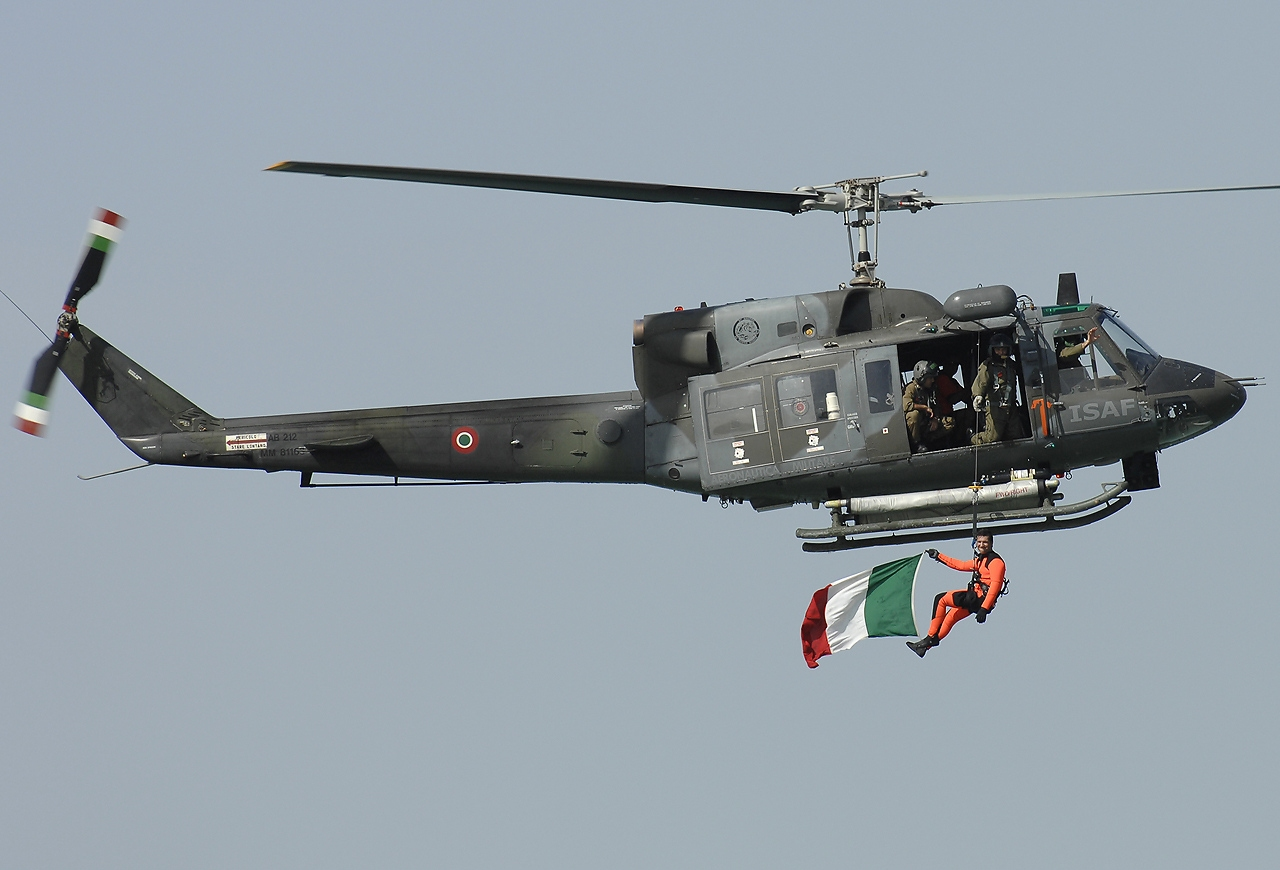
Вертоліт ВПС Італії AB.212, над Кастільйоне-дель-Лаго Італія

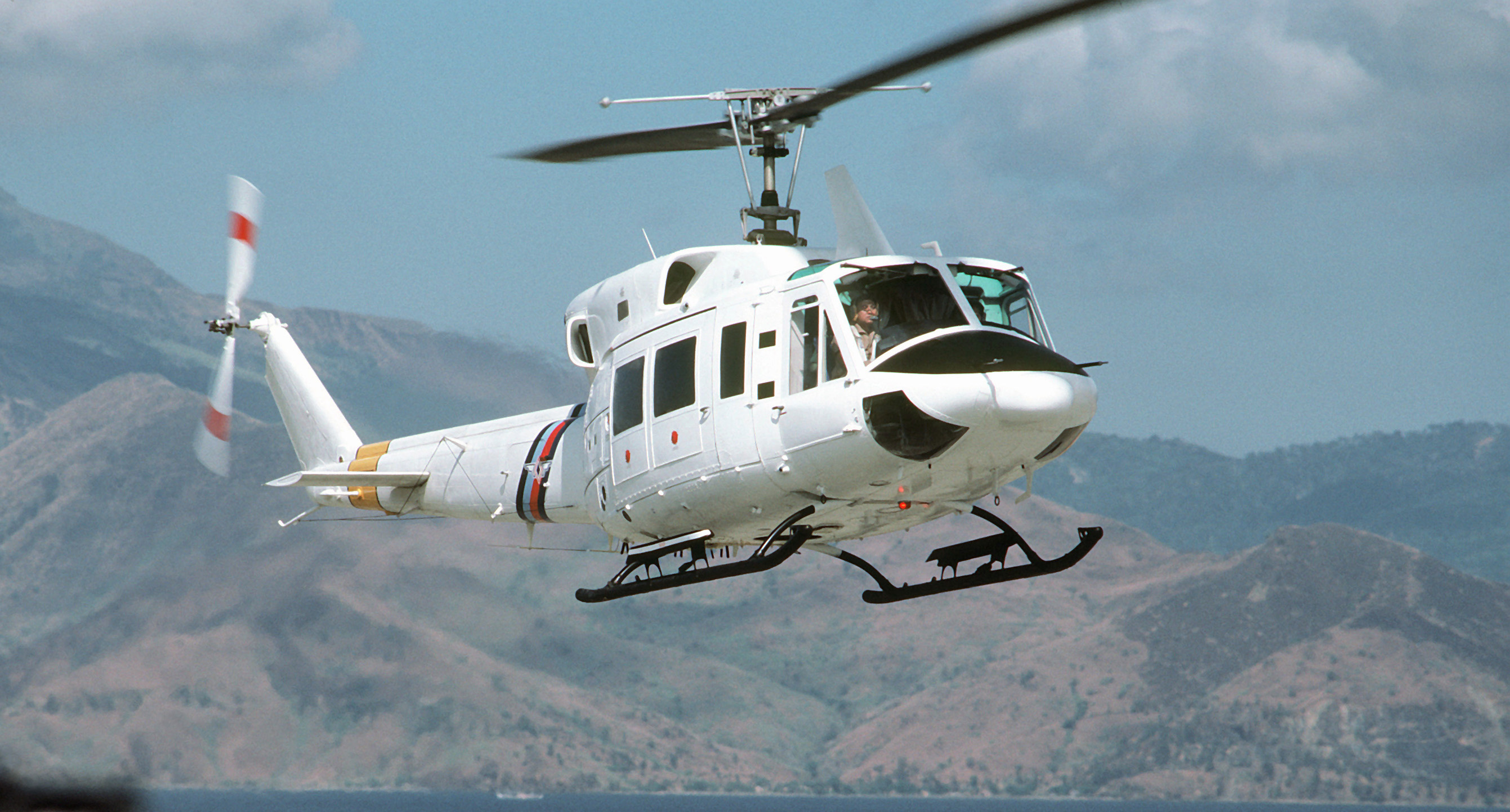
UH-1N з офіцерами філіппінської армії на борту, готовий до посадки

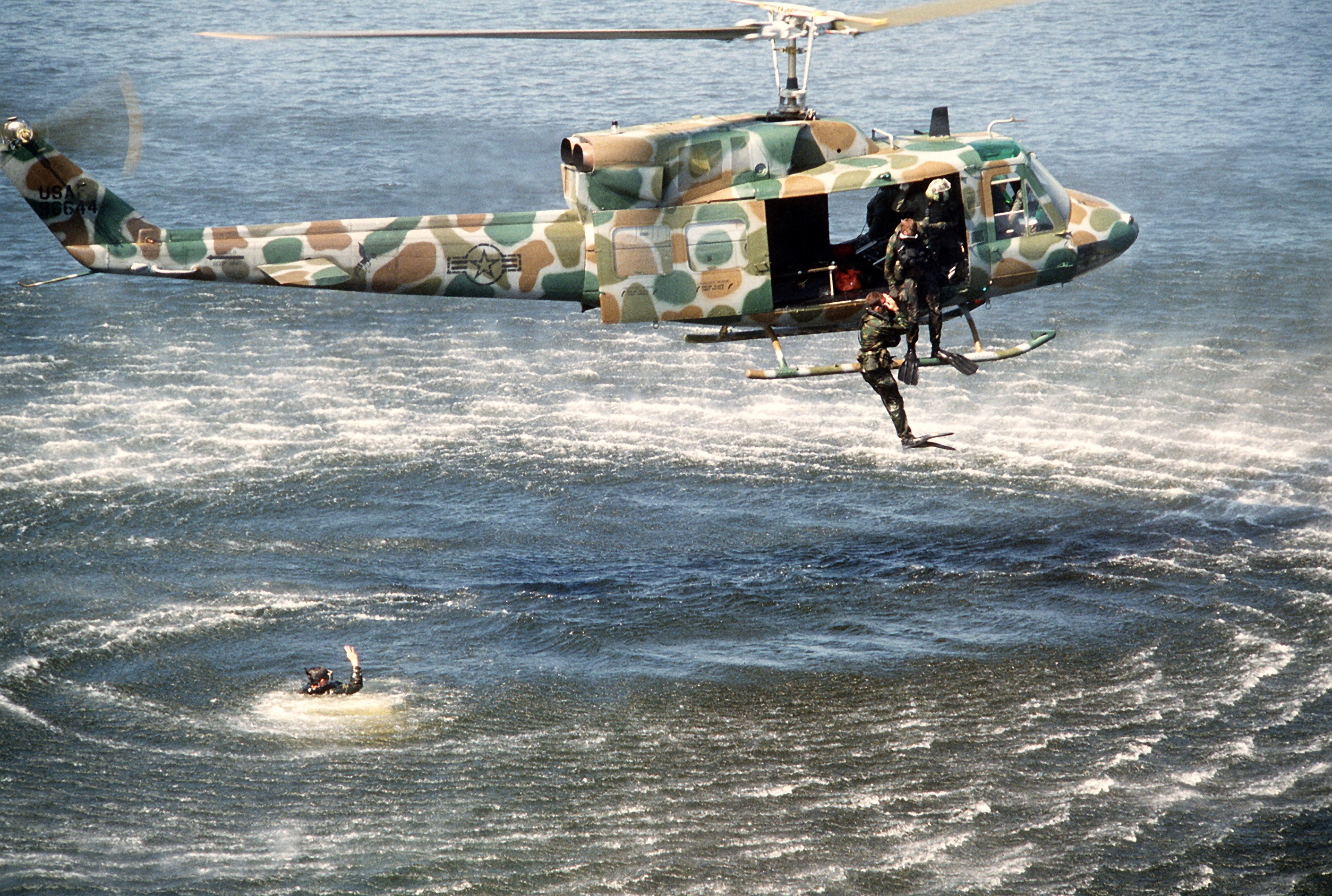
Вертоліт 6-ї ескадрильї спеціальних операцій ВПС США UH-1N під час навчань

- Повітряні сили Аргентини (Bell 212)[23][24]

 Австрія
- Повітряні сили Австрії[23]

 Бахрейн
- Повітряні сили  Бахрейну (Bell 212)[23][25]

 Бангладеш
- Повітряні сили  Бангладешу[23]

 Бруней
- Повітряні сили  Брунею[23]

 Колумбія
- Повітряні сили Колумбії[23]
- Збройні сили Колумбії[23]
- Військово-морські сили Колумбії[23]

 Греція
- Військово-морські сили Греції[23]

 Гватемала
- Повітряні сили Гватемала Fuerza Aérea Guatemalteca (Bell 212)[23][26]

 Іран
- Повітряні сили Ірану[23]

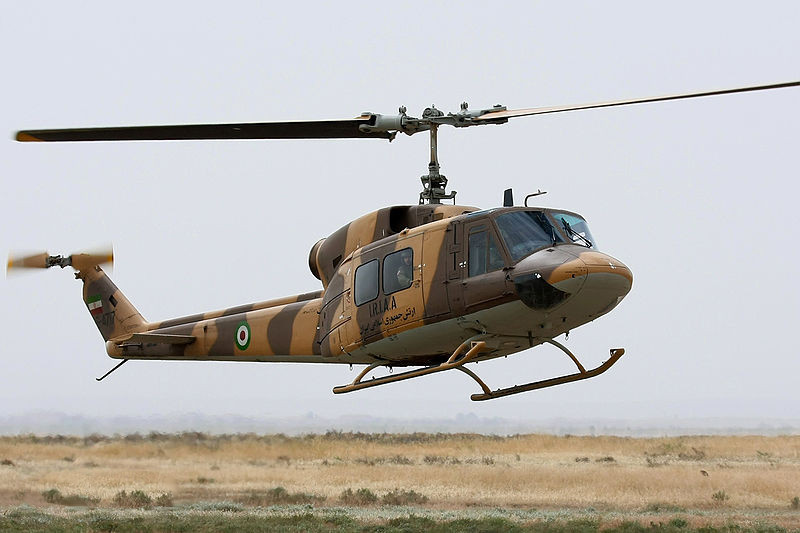
AB-212 повітряних сил Ірану

- Збройні сили Ірану (Армійська авіація)
- Військово-морські сили Ірану (Авіація ВМС) (AB 212)[23][27]

 Італія
- Повітряні сили Італії (AB 212)[28]
- Збройні сили Італії[23]
- Військово-морські сили Італії[23]

 Мексика
- Повітряні сили Мексики[23]

 Панама
- Повітряні сили Панами[23]

 Перу
- Повітряні сили Перу[23]
- Військово-морські сили Перу[23]

 Філіппіни
- Повітряні сили Філіппіни[23]

 Іспанія
- Військово-морські сили Іспанії[23]

 Шрі-Ланка
- Повітряні сили Шрі-Ланки[23]

 Таїланд
- Збройні сили Таїланду[23]
- Військово-морські сили Таїланду[23]

 Туреччина
- Військово-морські сили Туреччини (AB 212)[23][29]

 Велика Британія
- Корпус армійської авіації (Bell 212)[30]

 США
- Повітряні сили США[23]

 Уругвай
- Повітряні сили Уругваю Fuerza Aérea Uruguaya[23]

 Венесуела
- Військово-морські сили Венесуели[23]

### Колишні оператори
Канада
- Збройні сили Канади[31]

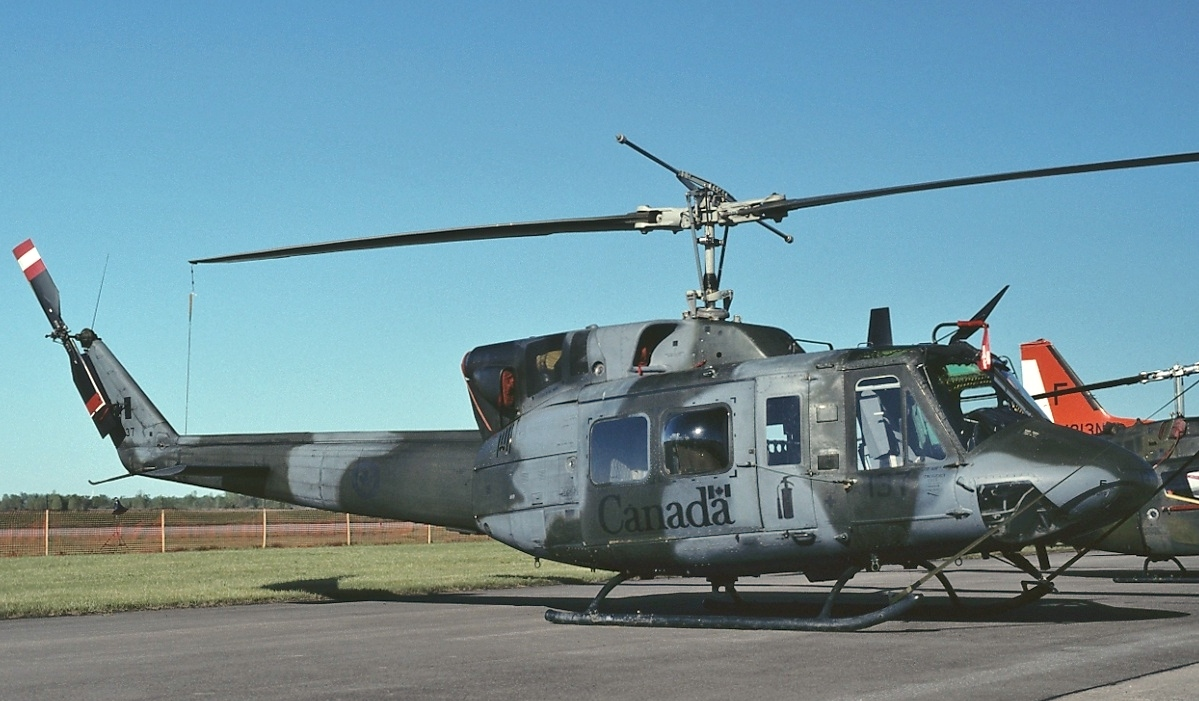
Bell CH-135 ЗС Канади

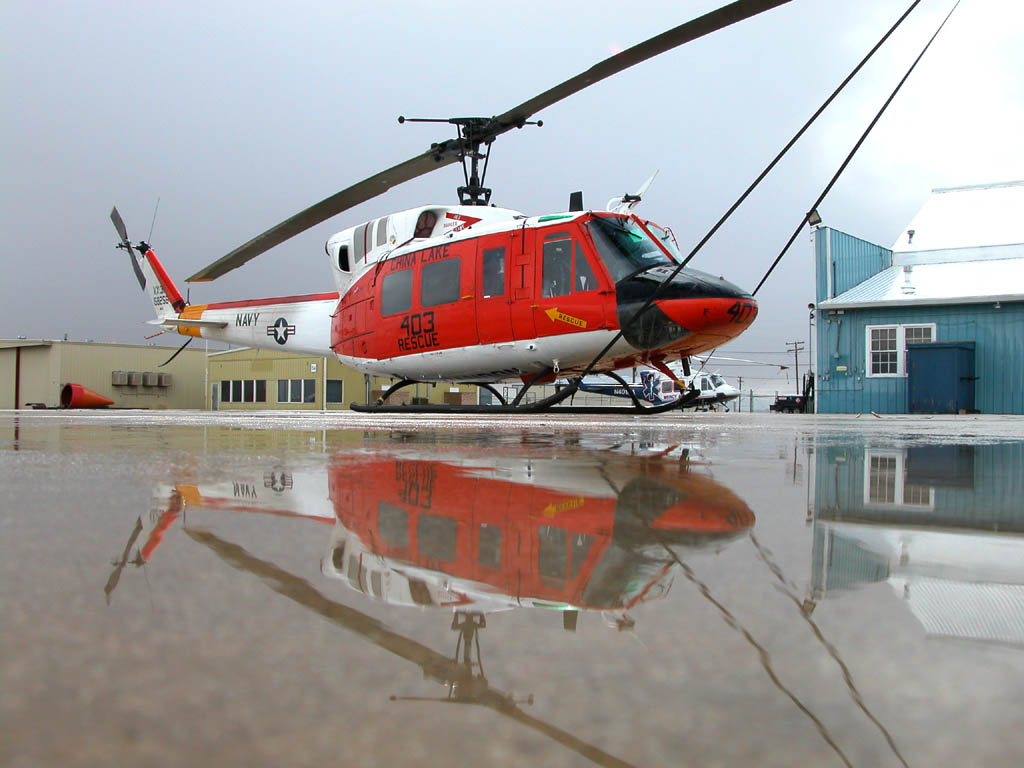
Вертоліт ВМС США HH-1N з авіабази Чіна Лейк у аеропорту Мохаве

  - 403 Helicopter Operational Training Squadron[32]
  - 408 Tactical Helicopter Squadron[33]
  - 422 Tactical Helicopter Squadron[32]
  - 424 Transport & Rescue Squadron[34]
  - 427 Tactical Helicopter Squadron[35]
  - 430 Tactical Helicopter Squadron[36]
  - 444 Combat Support Squadron[37]
  - VU 32 — Navy Utility Squadron[38]
  - Aerospace Engineering Test Establishment[39]
  - Авіабаза Колд-Лейк[40]
  - Рятувальна база Гуз-бей[37]

 Ізраїль
- Повітряні сили Ізраїлю[41]

 Ямайка
- Сили оборони Ямайки[42]

 Сінгапур
- Повітряні сили Сінгапуру[43]

 США
- Корпус морської піхоти США[44][45]
- Військово-морські сили США[46][47]

## Вертольоти у музеях
- Battleship Memorial Park, Мобіль, Алабама, США[48]
- Канадський музей авіації і космосу, Оттава, Онтаріо, Канада[49]

## Льотно-технічні характеристики (модифікований вертоліт UH-1N КМП США)

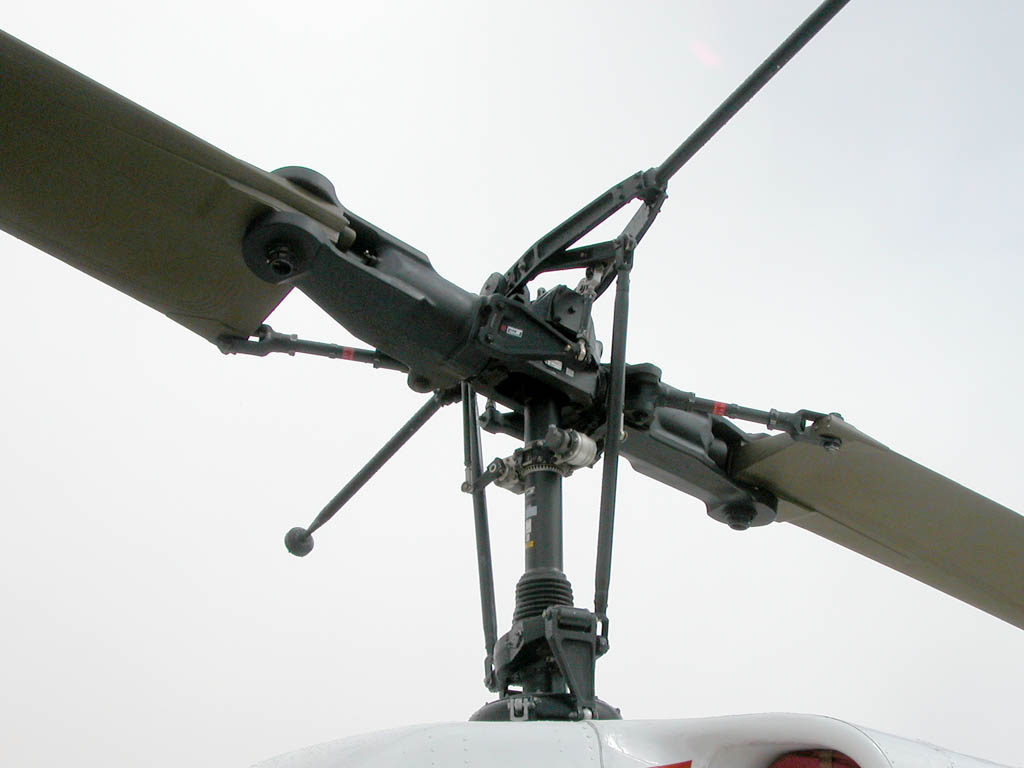
Головка несного гвинта HH-1N

Джерело: USMC UH-1N Fact Sheet, The International Directory of Military Aircraft, 2002—2003
Основні характеристики
- Екіпаж: 4 (перший пілот, другий пілот, старший екіпажу, стрілець)
- Пасажиромісткість: 6—8 бійців у повній екіпіровці або еквівалентний вантаж
- Довжина: 12,69 м
- Висота: 4,4 м
- Діаметр несучого гвинта: 14,6 м

- Площа обертання несучого гвинта: 168,0 м²
- Маса порожнього: 2765 кг
- Нормальна злітна маса: 4763 кг
- Корисне навантаження: 1996 кг
- Силова установка: 2 × турбовальний Pratt & Whitney Canada T400-CP-400  900 кс ( 671 кВт)

Льотні характеристики
- Максимальна швидкість: 220 км/год
- Крейсерська швидкість: 207,3 км/год
- Практична дальність: 460 км
- Швидкопідйомність: 8,9 м/с

Озброєння
- 70 мм блоки НАР,
- 0.50 in (12,7 мм) кулемет GAU-16,
- 7,62 мм (0.308 in) мініган GAU-17 або 7,62 мм (0.308 in) легкий кулемет M240 lightweight machine gun

### Галерея

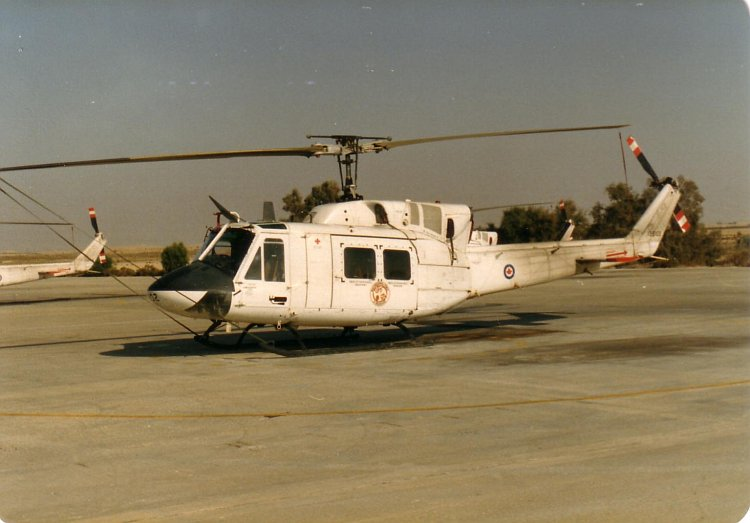
CH-135 Twin Huey 135102 багатонаціональних сил та спостерігачів на Синаї, Єгипет, 1989.
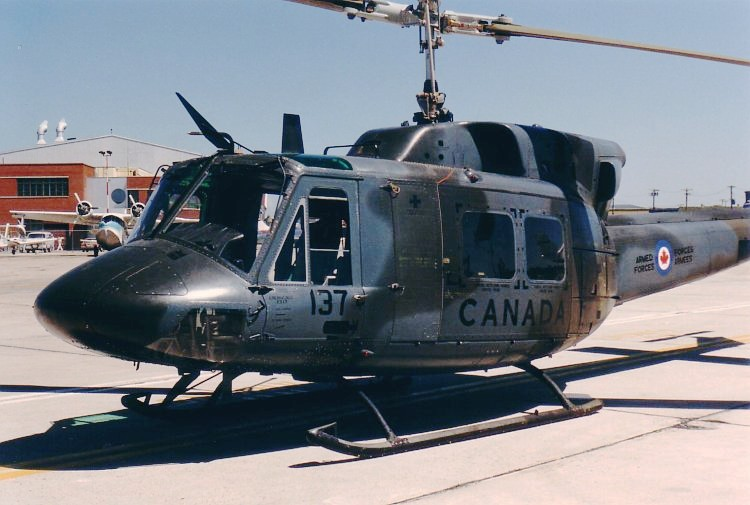
CH-135 Twin Huey 135137 у сіро-синьому і зеленому камуфляжі традиційному для 1986-1988.
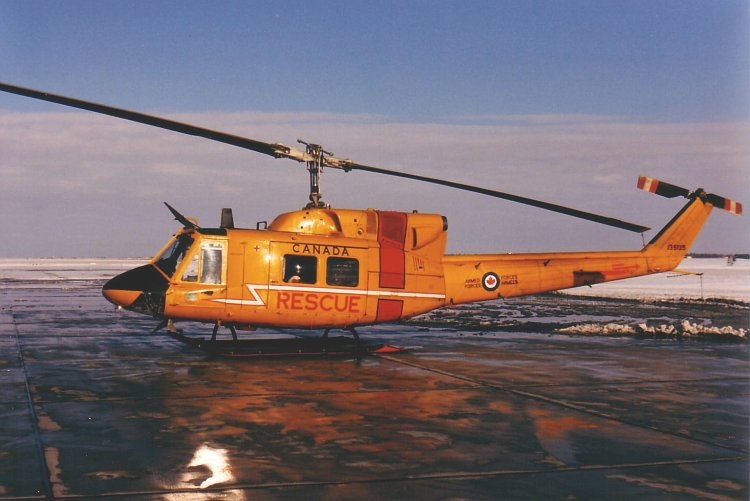
CH-135 Twin Huey 135135 зі значками SAR, 1988. Цей вертоліт служив на рятувальній базі Гуз-бейі був приписаний до 424 Транспортної & рятувальної ескадрильї, авіабаза Трентон.
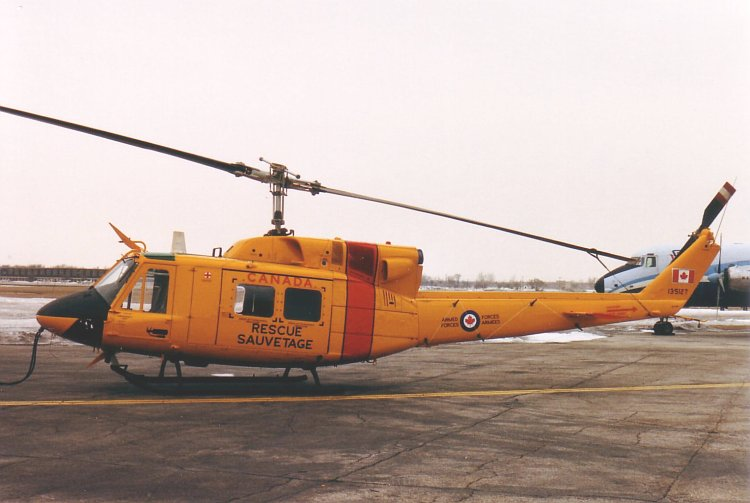
CH-135 Twin Huey 135127 з рятувальної бази Гуз-бей у пізніх позначках SAR після 1986–1988.
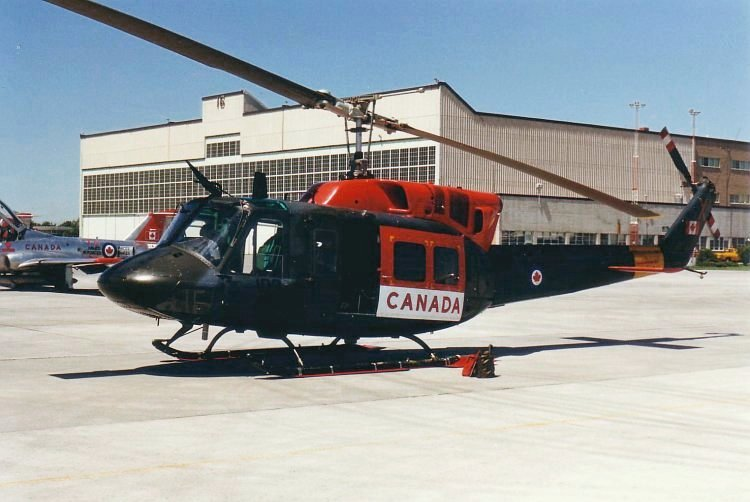
CH-135 Twin Huey 135103 у спеціальних тестувальних значках. Вертоліт використовували у Aerospace Engineering Test Establishment на авіабазі Колд-Лейк, 1987.
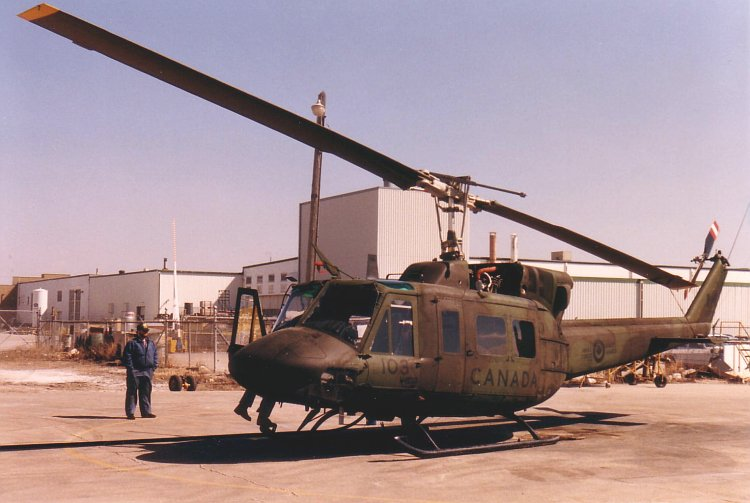
CH-135 Twin Huey 135103 після перефарбування у проти-ІЧ оливкову і зелену схеми
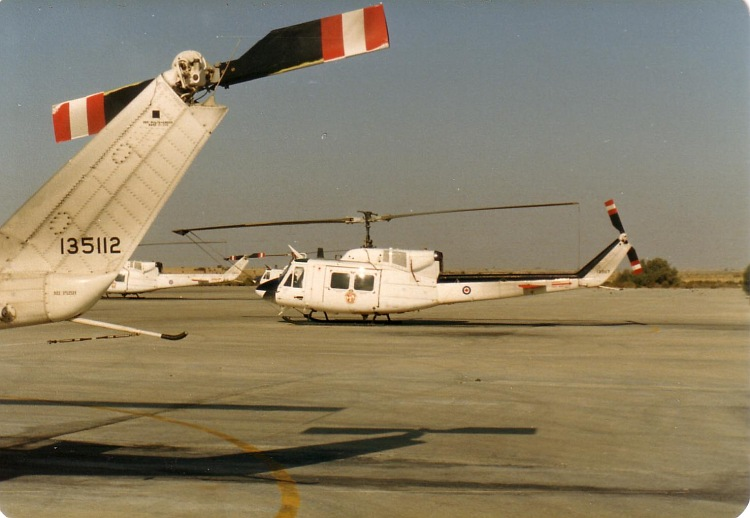
Canadian CH-135 Twin Hueys у багатонаціональних силах і наглядачах на Синаї, Єгипет 1989
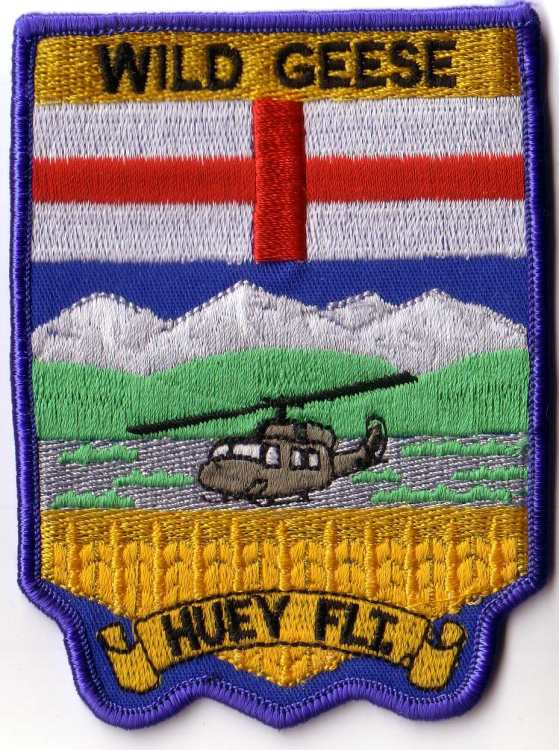
Льотний значок 408 тактичної вертолітної ескадрильї UTTH екіпажів CH-135 Twin Huey приблизно 1990. Значок заснований на щиті провінції Альберта.
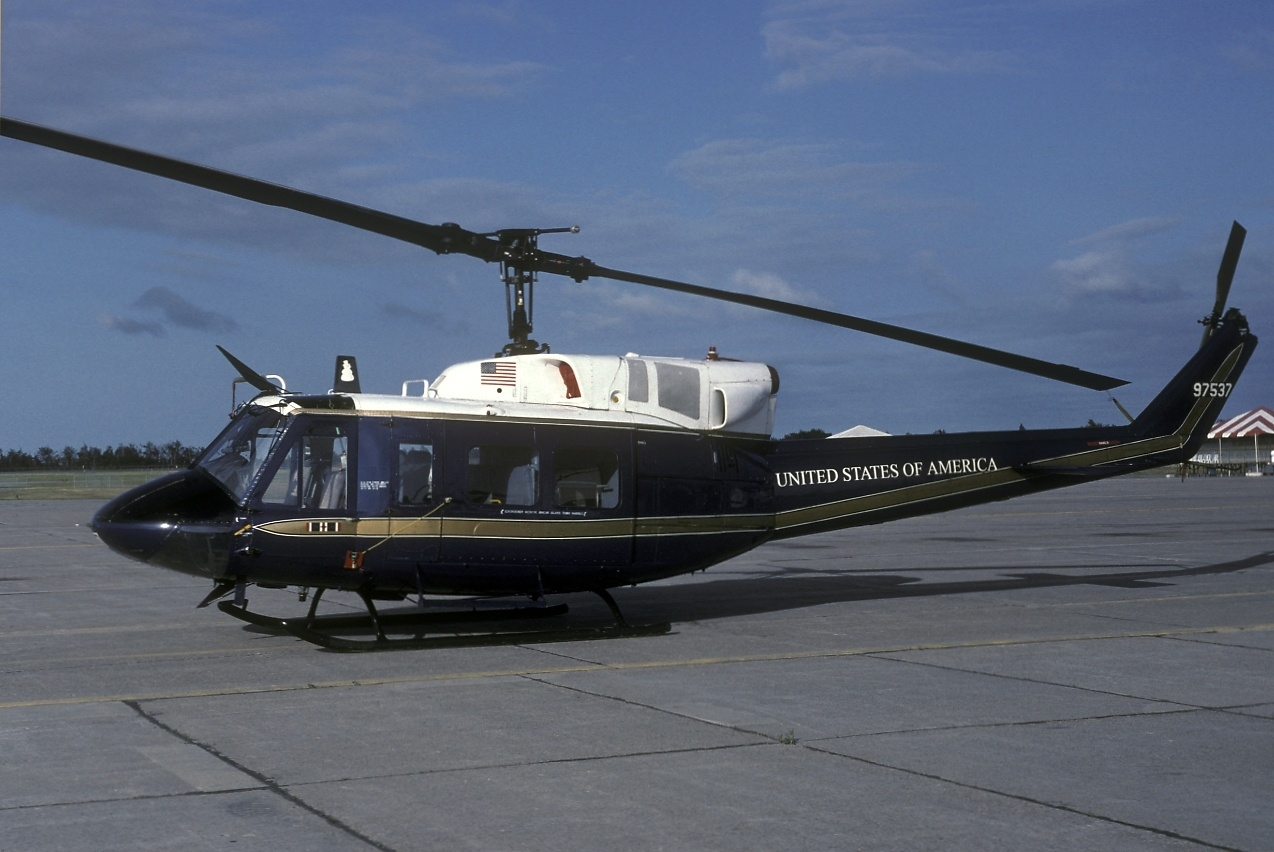
UH-1N 1-ї вертолітної ескадрильї на авіабазі Ендрюс.